# Alembic
Alembic è una ditta statunitense che fabbrica chitarre e bassi elettrici.
Fondata nel 1969 a San Francisco da Ron Wickersham e Susan Frates, inizialmente era una società di consulenza per migliorare la qualità del suono e delle registrazioni dei concerti dal vivo, collaborando a stretto contatto con alcune band della Bay area di San Francisco quali Grateful Dead, Jefferson Airplane, Crosby, Stills, Nash & Young e altri. 
Dai primi Anni Settanta questa azienda produce strumenti di categoria decisamente eccellente e, per questo, ricercati da professionisti di chiara fama, oppure da appassionati di strumenti rari e di grandissimo pregio. Ogni singolo componente di questi strumenti musicali è costruito con estrema cura da grandi liutai, tanto che si potrebbe dire che non esiste un solo strumento Alembic uguale all'altro della stessa serie, come si conviene a strumenti di alto artigianato.
Essendo ogni strumento un pezzo unico (anche perché il committente può scegliere tra moltissimi "optional"), ne consegue che i prezzi sono molto elevati, ma certamente in linea con ciò che viene offerto.
Il primo basso elettrico (numero 72-01) è stato realizzato nel 1972 per Jack Casady, bassista dei Jefferson Airplane. Tra i prodotti di maggior successo si ricordano il leggendario basso Explorer di John Entwistle, il bassista degli Who e i prototipi utilizzati da Phil Lesh, bassista dei Grateful Dead. Da ricordare inoltre anche artisti metal che hanno posseduto gli Alembic tra i quali Cliff Burton e Jason Newsted dei Metallica e Paul Jr. dei Sepultura. Dal 1974 i bassi elettrici Alembic sono inoltre utilizzati dal bassista e polistrumentista Stanley Clarke.
David Gilmour dei Pink Floyd ha utilizzato negli anni (dal '72 al '94) il preamp F2B della Alembic, dapprima come preamplificatore per i rotary speaker, e nel '94 come preamplificatore principale di tutta la catena effetti.